# Laódice (filha de Antíoco II Teos)
Laódice é o nome utilizado pelos historiadores modernos para se referir à filha de Laódice e de Antíoco II Teos, que se casou com Mitrídates II do Ponto.
Laódice, sua mãe, era filha de Aqueu e Antíoco II Teos, seu pai, era filho de Antíoco I Sóter e Estratonice. Antíoco I Sóter era filho de Seleuco I Nicátor, mas pouco se sabe sobre quem foi este Aqueu, que, segundo alguns historiadores modernos, poderia ser outro filho de Seleuco I Nicátor.
Antíoco II Teos e Laódice tiveram dois filhos, Seleuco II Calínico e Antígono, e duas filhas, que foram dadas a casamento a Mitrídates II do Ponto e a Ariates. A esposa de Ariarates III da Capadócia se chamava Estratonice.
Segundo uma crônica encontrada na Babilônia a respeito da invasão de Ptolemeu III Evérgeta ao Império Selêucida, em 246 ou 245 a.C., três filhos de Antíoco e Laódice estavam em Esagila, seus nomes eram Seleuco, Antíoco e Apama.
Historiadores do século XIX, desconhecendo seu nome, chamaram a esposa de Mitrídates II do Ponto de Laódice. Laódice também aparece como nome nas filhas de Mitrídates II do Ponto: Laódice, esposa de Antíoco III Magno e Laódice, esposa de Aqueu.
Seu marido, Mitrídates II do Ponto, era filho de Ariobarzanes, e tornou-se rei ainda menor, quando seu pai morreu.